# Marcelo Ballardin
Marcelo Ballardin (1981) is een Braziliaanse chef-kok met Italiaanse roots. Hij is eigenaar van de restaurants Oak en Door 73.

## Biografie
Ballardin is geboren in Manaus in Brazilië. Zijn vader besloot om economische redenen het land te verlaten wanneer Ballardin 18 jaar was.
In 2021 won hij Snackmasters op VTM.

## Televisie
- Gloria Mundi (2025)
- Het Jachtseizoen (2023)
- Spartacus Run (2022) - afgehaakt door blessure
- Marble Mania (2022)
- Snackmasters (2021) - winnaar[1]
- De Slimste Mens ter Wereld (2021) - als kandidaat
- Wat een jaar (2021) - als kandidaat
- Mijn Keuken, Mijn Restaurant (2020) - als jurylid[2] met Sergio Herman
- Rip 2020 (2020)